# 第10回全国中等学校優勝野球大会
第10回全国中等学校優勝野球大会は、1924年（大正13年）8月13日から19日まで甲子園大運動場で実施された全国中等学校優勝野球大会である。

## 概要

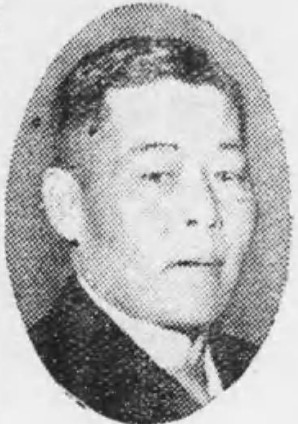
三崎省三

前回大会の準決勝で観衆が球場から溢れて試合が中断したことを契機として、阪神電気鉄道専務の三崎省三の尽力により、この年の7月31日に甲子園大運動場（甲子園球場）が完成した。また、この大会より初めて指定席に限って入場料を徴収した。
大会3日目で甲子園は超満員となり、5万人入るには10年かかると見ていた関係者を驚かせたという。
優勝した広島商は兵庫以西、また実業学校として初の全国制覇となった。

## 代表校
| 地方大会 | 代表校   | 出場回数       |
| -------- | -------- | -------------- |
| 北海道   | 北海中   | 2年ぶり3回目   |
| 東北     | 秋田中   | 2年ぶり3回目   |
| 関東     | 宇都宮中 | 初出場         |
| 東京     | 早稲田実 | 3年連続4回目   |
| 甲信越   | 松本商   | 2年ぶり3回目   |
| 北陸     | 金沢一中 | 初出場         |
| 神静     | 静岡中   | 初出場         |
| 東海     | 愛知一中 | 2年連続6回目   |
| 京津     | 同志社中 | 5年ぶり2回目   |
| 紀和     | 和歌山中 | 10年連続10回目 |

| 地方大会 | 代表校     | 出場回数     |
| -------- | ---------- | ------------ |
| 大阪     | 市岡中     | 2年ぶり6回目 |
| 兵庫     | 第一神港商 | 初出場       |
| 山陰     | 鳥取一中   | 4年ぶり6回目 |
| 山陽     | 広島商     | 2年ぶり5回目 |
| 四国     | 松山商     | 6年連続6回目 |
| 九州     | 佐賀中     | 3年連続3回目 |
| 朝鮮     | 京城中     | 2年ぶり2回目 |
| 満洲     | 大連商     | 2年連続3回目 |
| 台湾     | 台北商     | 初出場       |

## 試合結果

### 1回戦
- 北海中 5x - 4 静岡中（延長12回）
- 台北商 6 - 2 金沢一中
- 鳥取一中 10 - 0 京城中

### 2回戦
- 宇都宮中 10 - 7 佐賀中
- 大連商 4 - 3 愛知一中
- 広島商 4 - 2 和歌山中
- 市岡中 8 - 5 北海中
- 松本商 7 - 2 台北商
- 鳥取一中 15 - 2 同志社中
- 第一神港商 11 - 5 早稲田実
- 松山商 13 - 1 秋田中

### 準々決勝
- 大連商 6 - 3 市岡中
- 広島商 13 - 10 第一神港商（延長10回）
- 鳥取一中 5 - 4 宇都宮中
- 松本商 5 - 2 松山商

### 準決勝
- 広島商 7x - 6 大連商（延長12回）
- 松本商 9 - 3 鳥取一中

### 決勝
|        | 1 | 2 | 3 | 4 | 5 | 6 | 7 | 8 | 9 | R | H | E |
| ------ | - | - | - | - | - | - | - | - | - | - | - | - |
| 松本商 | 0 | 0 | 0 | 0 | 0 | 0 | 0 | 0 | 0 | 0 | 4 | 4 |
| 広島商 | 0 | 0 | 0 | 0 | 0 | 0 | 0 | 3 | X | 3 | 8 | 3 |

1. （松）：伊藤 - 手塚
2. （広）：浜井 - 杉田

## 大会本塁打
- 第1号：田中市太郎（静岡中）[2]
- 第2号：田子栄一（台北商）
- 第3号：中島均（鳥取一中）
- 第4号：横山保正（鳥取一中）
- 第5号：横山保正（鳥取一中）
- 第6号：土肥梅之助（市岡中）
- 第7号：土肥梅之助（市岡中）
- 第8号：小林駒次郎（北海中）
- 第9号：田子栄一（台北商）
- 第10号：中島均（鳥取一中）
- 第11号：山下実（第一神港商）
- 第12号：山口七郎（早稲田実）
- 第13号：森茂雄（松山商）
- 第14号：小柴重吉（第一神港商）
- 第15号：梶上初一（広島商）
- 第16号：森茂雄（松山商）
- 第17号：梶上初一（広島商）
- 第18号：西村成敏（松本商）
- 第19号：西村成敏（松本商）

## その他の主な出場選手
- 伊藤勝三（秋田中）
- 小川正太郎（和歌山中）
- 広岡知男（市岡中）
- 三谷八郎（第一神港商）
- 島秀之助（第一神港商）